# Time Out of Mind
Pour les articles homonymes, voir Time Out of Mind (homonymie).
Albums de Bob Dylan
MTV Unplugged
(1995) The Bootleg Series Vol. 4: Bob Dylan Live 1966, The "Royal Albert Hall" Concert
(1998)
Time Out of Mind est un album de Bob Dylan paru en 1997, produit par Daniel Lanois.

## Historique
Les paroles des chansons de cet album renouent avec la simplicité de ses anciennes ballades, et elles leur empruntent leur vocabulaire. Si certains morceaux paraissent désespérés, c'est aussi parce qu'ils ont été écrits dans un endroit isolé par un temps orageux, propice à l'inspiration de leur auteur. Cet album est le premier album entièrement composé par Bob Dylan depuis sept ans, celui de sa « renaissance ».

## Titres
Toutes les chansons sont écrites et composées par Bob Dylan.
| 1.    | Love Sick                   | 5:21  |
| 2.    | Dirt Road Blues             | 3:36  |
| 3.    | Standing in the Doorway     | 7:43  |
| 4.    | Million Miles               | 5:52  |
| 5.    | Tryin' to Get to Heaven     | 5:21  |
| 6.    | Til I Fell in Love with You | 5:17  |
| 7.    | Not Dark Yet                | 6:29  |
| 8.    | Cold Irons Bound            | 7:15  |
| 9.    | Make You Feel My Love       | 3:32  |
| 10.   | Can't Wait                  | 5:47  |
| 11.   | Highlands                   | 16:31 |
| 72:44 |                             |       |

## Musiciens
- Bob Dylan : guitares acoustique et électrique, harmonica, piano, chant, production
- Daniel Lanois : guitare, mando-guitare, Firebird, Martin 0018, Gretsch gold top, rythmique et solo, production, photographie
- Bucky Baxter : guitare acoustique, pedal steel (3, 5, 7, 8)
- Robert Britt : guitares acoustiques Martin
- Duke Robillard : guitare électrique Gibson (4, 5, 10), Fender Stratocaster (3, 6, 7, 8)
- Cindy Cashdollar : guitare slide (3, 5, 7)
- Tony Garnier : basse électrique, contrebasse
- Jim Dickinson : claviers, piano électrique Wurlitzer, orgue pump (1, 2, 4-7, 10, 11)
- Augie Meyers : orgue Vox combo, orgue Hammond B3, accordéon
- Jim Keltner : batterie (1, 3-7, 10)
- Brian Blade : batterie (1, 3, 4, 6, 7, 10)
- David Kemper : batterie sur Cold Irons Bound
- Winston Watson : batterie sur Dirt Road Blues
- Tony Mangurian : percussions (3, 4, 10, 11)

## Réception
L'album a été universellement acclamé par la critique et le public, et a reçu trois Grammy Awards en 1998 : « album de l'année », « meilleur album folk contemporain » et « meilleure voix rock masculine contemporaine » pour la chanson Cold Irons Bound.
En 2003, il est classé 408e des 500 plus grands albums de tous les temps par le magazine Rolling Stone.